# Akova
Akova (en griego: Άκοβα, romanizado: Ákova) es una aldea de la comunidad municipal y unidad municipal de Argos, municipio de Argos-Micenas, unidad periférica de Argólida, periferia del Peloponeso, Grecia.   

## Geografía
Akova es un asentamiento de tierras bajas en la parte centro-occidental de la Argólida. Se encuentra cerca de las estribaciones orientales del pico "Bachriami" (1.031 m.), en la orilla sur del Xeria y en la carretera provincial Argos-Karyas, a una altitud media de 90 metros. Está a 4 km de Argos y 16 km de Nauplia.    

## Población
La población de Akova se ha mantenido generalmente estable desde la década de 1920 hasta la actualidad, con ligeras fluctuaciones.

## Cambios administrativos hasta "Kallikratis"
El asentamiento fue reconocido en 1920 y anexado a la comunidad de Argos de la antigua prefectura de Argólida y Corintia. En 1949 pasó a depender de la prefectura de Argólida. Con Boletín Oficial 87A - 06/07/2010 fue separado del municipio de Argos y anexado al municipio de Argos-Micenas. 

## Elementos generales
El pueblo probablemente obtuvo su nombre, durante la época de la ocupación turca, del suelo blanco de su tierra ( también conocido como "blanco"). 

## Monumentos
- Fuente de Akova en un lugar con plátanos
- Iglesia de Agios Nikolaos (cementerio)